# Kostel Nanebevzetí Panny Marie (Dubné)
Farní Kostel Nanebevzetí Panny Marie je výraznou dominantou jihočeské obce Dubné a patří mezi nejvýznamnější sakrální památky v regionu. Jedná se o původně raně gotickou stavbu, jejíž vznik se datuje do 14. století. Kostel lze vnímat jako ukázku vývoje menší regionální církevní stavby od gotiky, přes renesanci po barokní úpravy.

## Historie
První doložená zmínka o kostele pochází ze 14. století. V tomto období byl vybudován raně gotický presbytář a severní portál lodi, datovaný mezi lety 1340–1350. Roku 1525 došlo k rozšíření kostela na dvoulodní dispozici. K jižní straně byla v roce 1575 přistavěna kostelní věž.
Významné barokní úpravy proběhly v roce 1730, kdy byla zvětšena okna, přistavěna předsíň před západním průčelím a sakristie v ose kostelní stavby. Roku 1784 byl u kostela založen hřbitov, jehož původní zeď se do dnes dochovala a je chráněna jako kulturní památka. Původní věž z 16. století, nesoucí nápis „Stawiel Wogirz, 1575“, který označuje stavitele, musela být v roce 1897 kvůli špatnému stavu zbořena. Nová věž byla vystavěna v roce 1901 a dochovala se dodnes.

### Zvony
Současná kostelní věž je osazena čtyřmi zvony. Jeden z nich je původní, pocházející z roku 1518. Tento zvon byl odlit v Praze a umístěn do první věže z roku 1575. Zbylé tři zvony byly pořízeny v roce 1996 jako náhrada za menší, které byly během 20. století zabaveny (rekvírovány) v důsledku válečných událostí.

## Architektonický popis

### Exteriér
Kostel je koncipován jako dvoulodní stavba s pravoúhlým presbytářem. V západním průčelí se nachází předsíň spolu s kruchtou a varhany, zatímco v ose stavby je situována sakristie. Věž se nachází na jižní straně. Na severní straně lodi se dochoval rozměrný gotický sedlový portál s profilovanými oblouny.

### Interiér
Presbytář je zaklenut křížovou klenbou s žebry o profilu vyžlabeného klínu, jež se sbíhají k hmotným jehlancovitým konzolám. Loď je zaklenuta síťovou hřebínkovou klenbou nesenou třemi osmibokými pilíři, zatímco sakristie a předsíň mají klenbu křížovou. Do interiéru prochází světlo zbarokizovanými okny se zkosenou podokenní římsou.

## Interiér

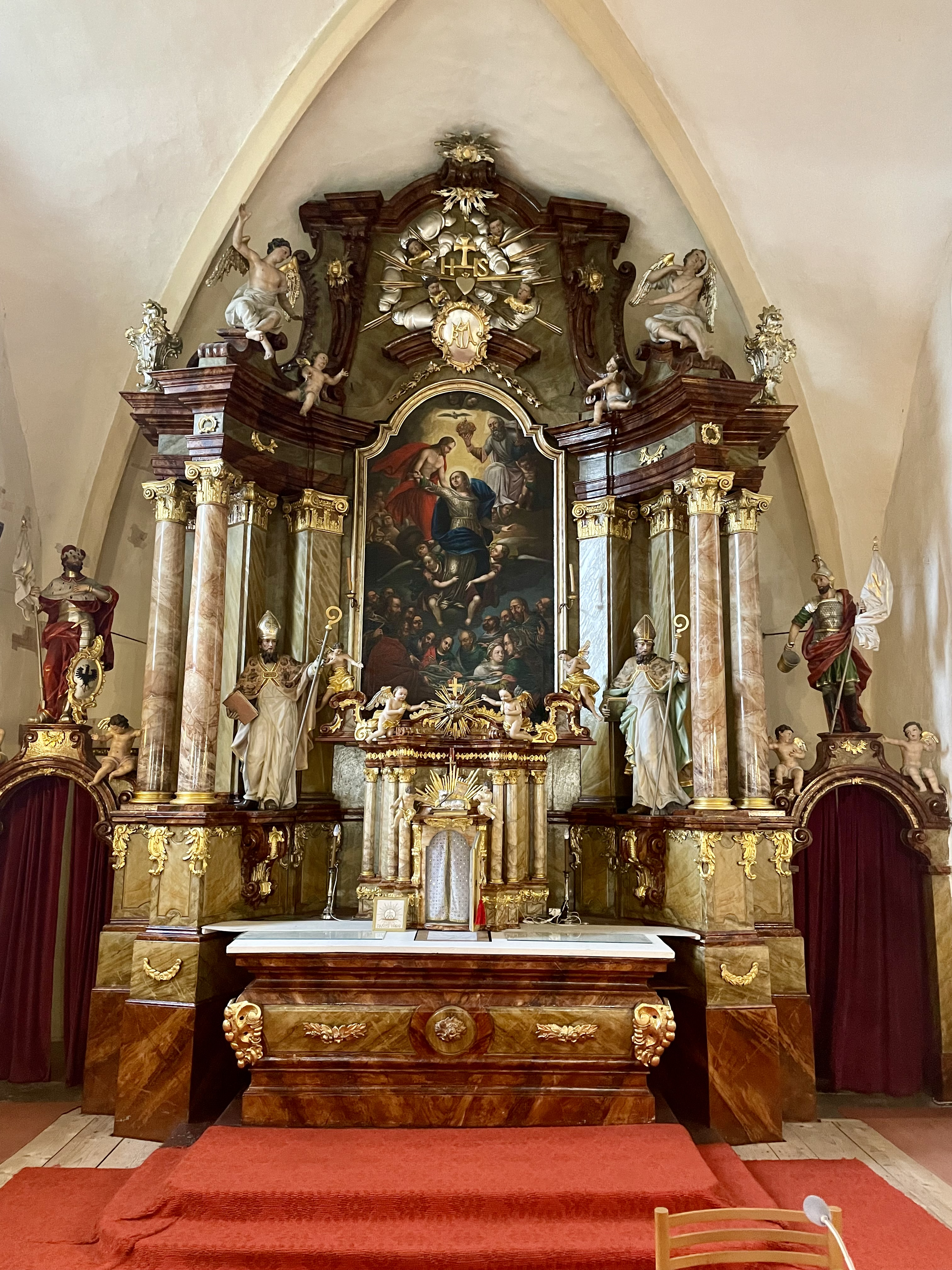
Hlavní oltář

Zařízení v interiéru pochází převážně z první třetiny 18. století a je doplněno rokokovými prvky. Hlavní oltář, portálového typu, je zdoben sochami svatých biskupů a obrazem Nanebevzetí Panny Marie. V presbytáři jsou ještě dva boční oltáře – oltář Svaté rodiny, jež zdobí sochy svatého Václava a svaté Ludmily a oltář svatého Jana Nepomuckého s figurami andělů a Panny Marie. V jižní části hlavní lodě je umístěna kazatelna z roku 1700, zdobená figurálními reliéfy a hodnotnými sochami svaté Barbory a Jana Nepomuckého. Interiér dále doplňují obrazy znázorňující křížovou cestu.
Zajímavostí v interiéru jsou renesanční kamenné náhrobky z bývalé krypty z 16. a 17. století. Pochováni zde byli členové místních rytířských rodin, jejichž jména jsou na náhrobcích dodnes čitelná.

## Kulturní hodnoty
Obec Dubné, bývalá farní ves Budějovic, je poprvé zmiňována v roce 1263. Ve středověku zde kromě kostela stály dvě tvrze, které rozdělovaly ves na dvě části. První tvrz stávala v místě dnešní fary, druhá náležela rytířskému rodu Benešů z Dubného, ale její polohu nelze historicky doložit. Dubné bylo dříve také významným poutním místem – v roce 1759 sem na svátek 15. srpna putovala procesí z Pištína, Čakova, Brloha, Křemže, Zlaté Koruny, Boršova a Strýčic.

## Současný provoz
Kostel v současnosti spadá pod správu Římskokatolické farnosti Dubné. Pravidelné bohoslužby se konají každou neděli v dopoledních hodinách.

## Fotogalerie

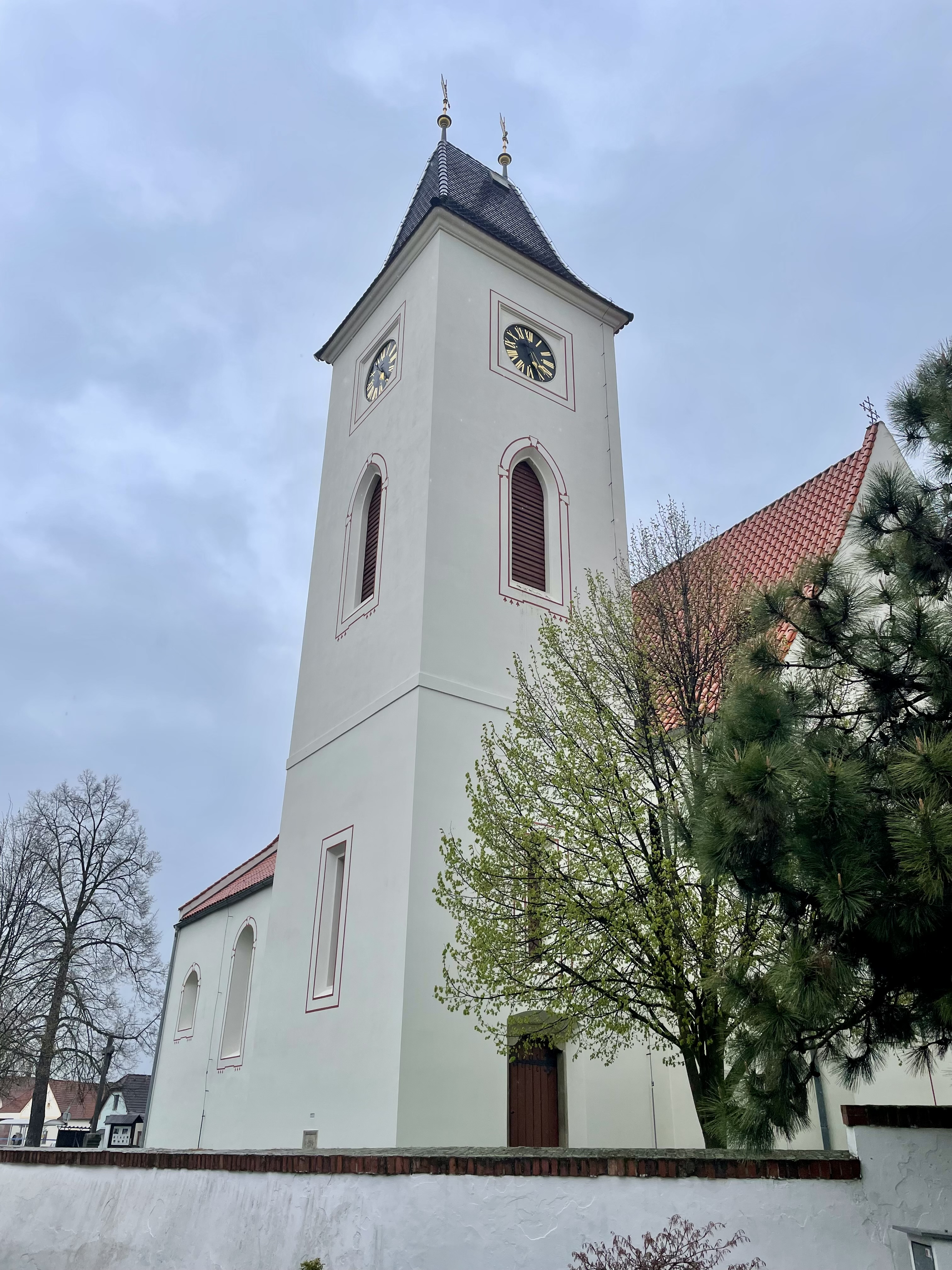
Kostelní Věž
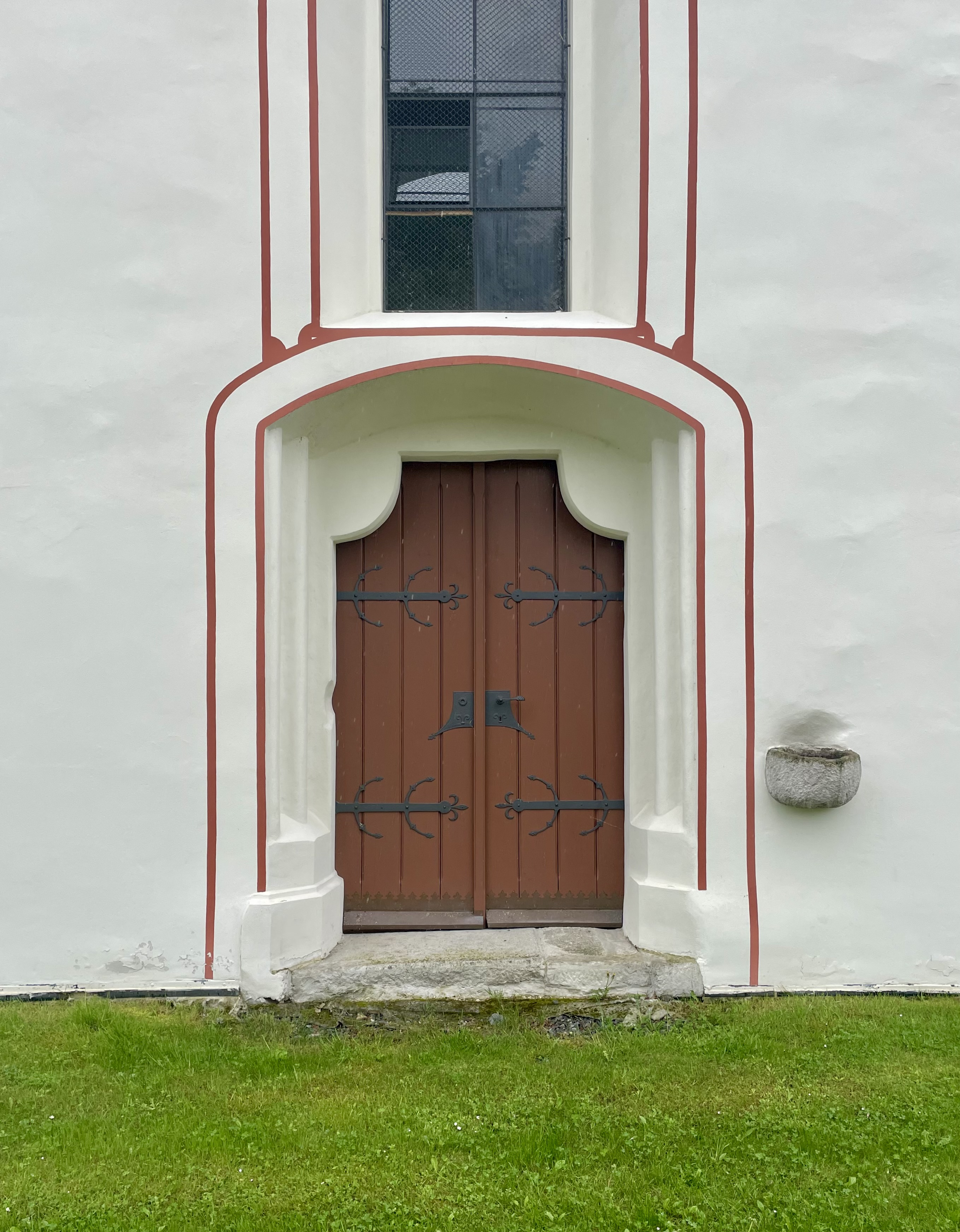
Severní portál lodi
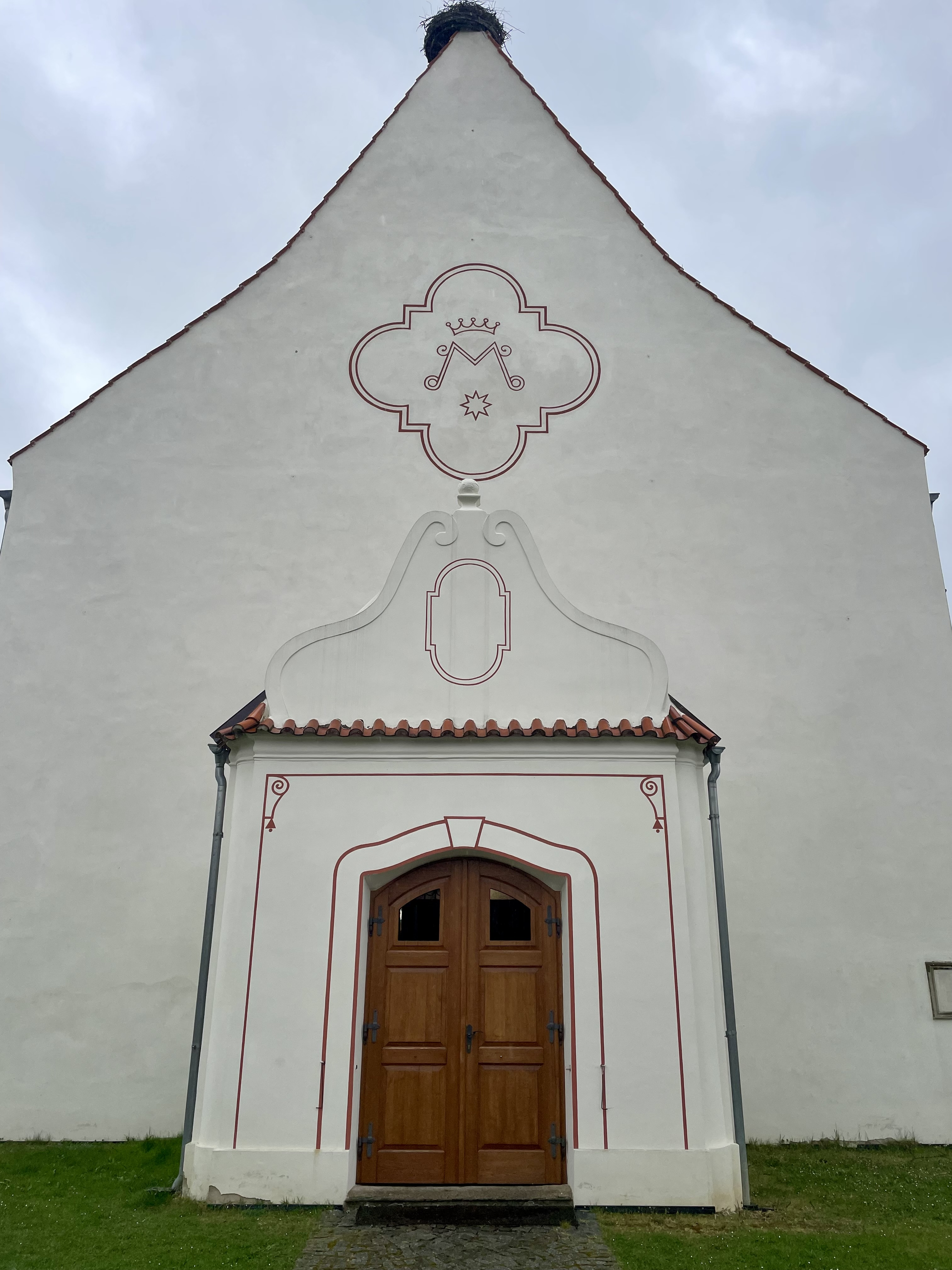
Západní portál a sakristie
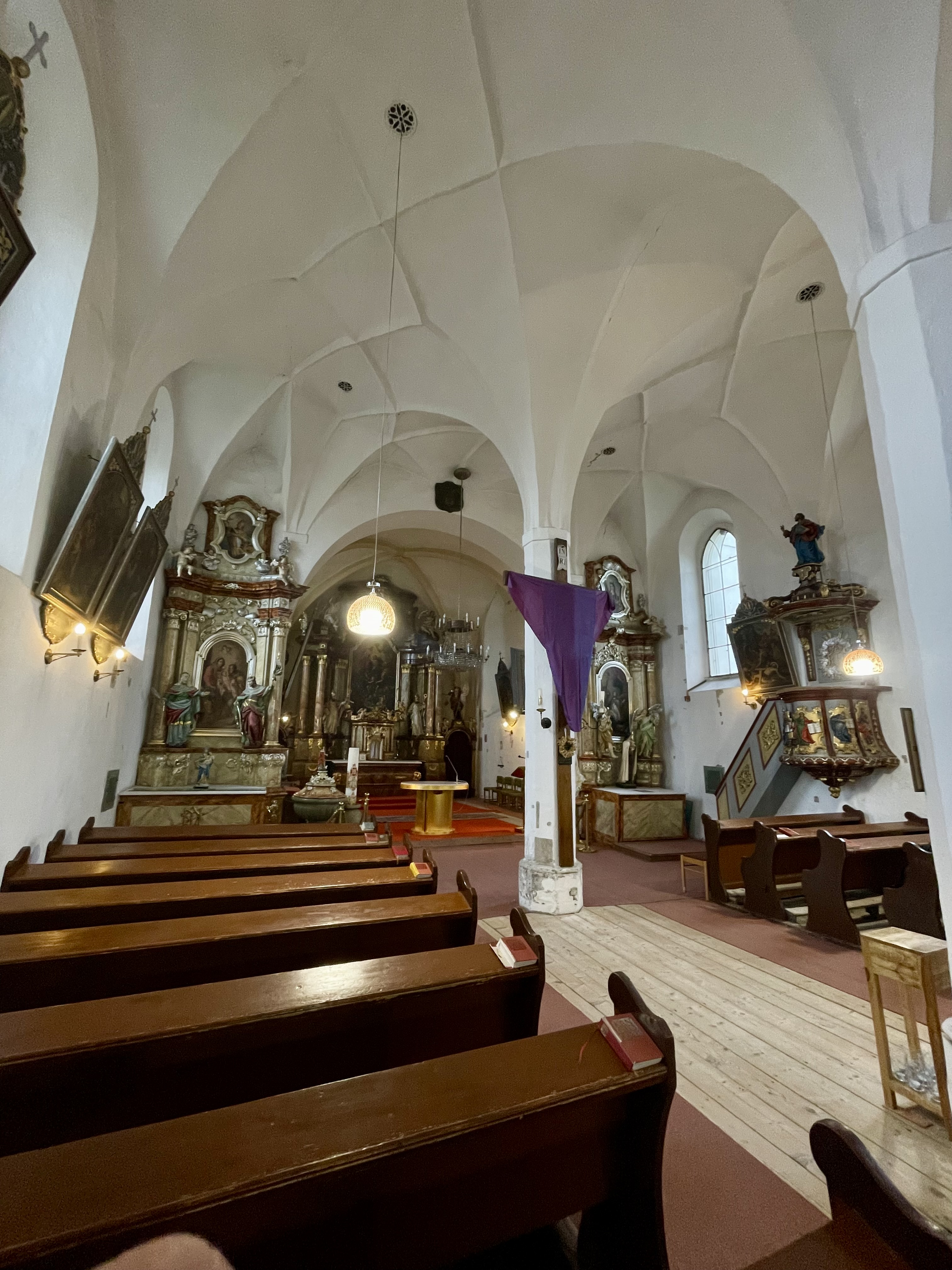
Interiér
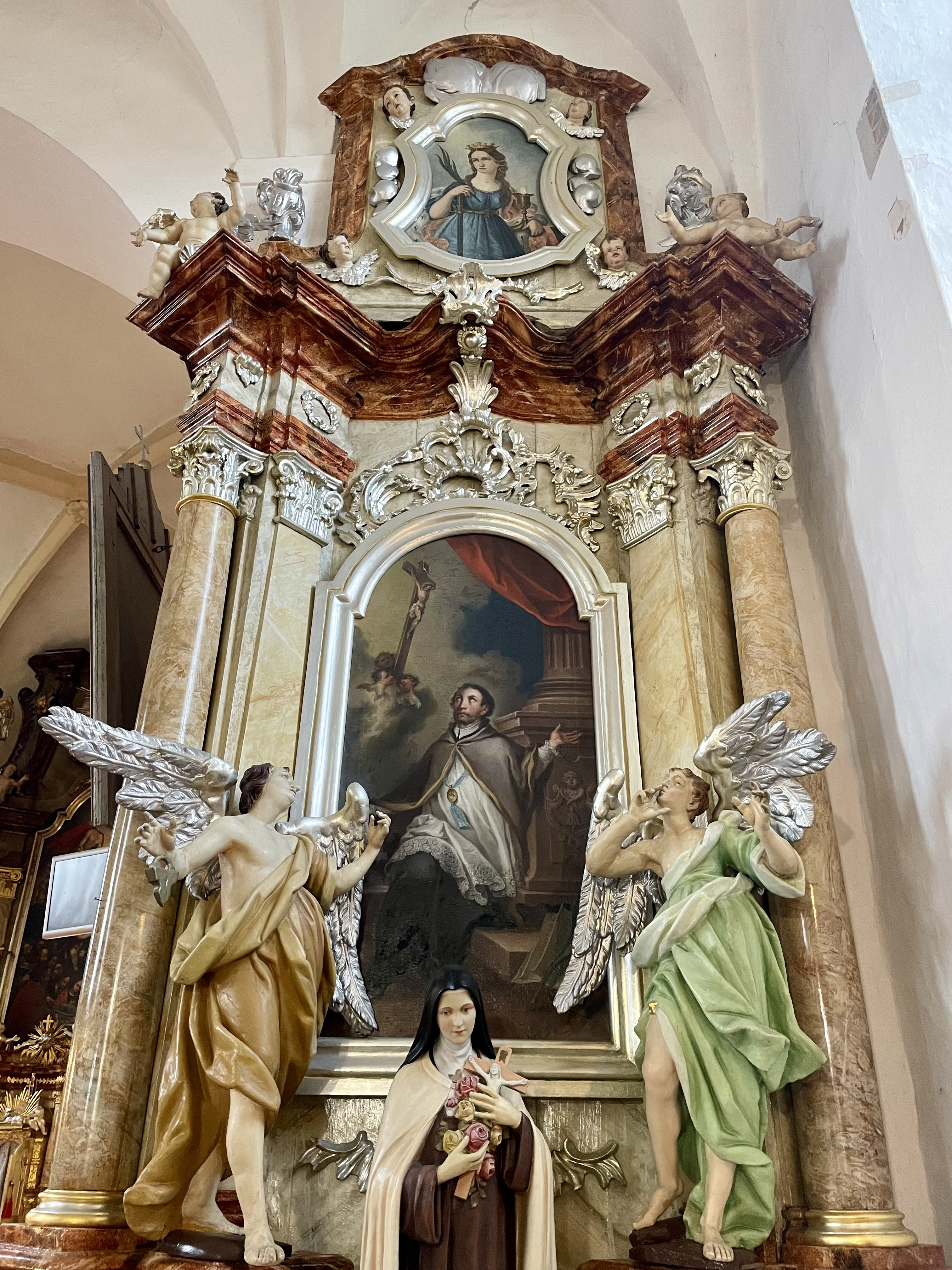
Oltář sv. Jana Nepomuckého
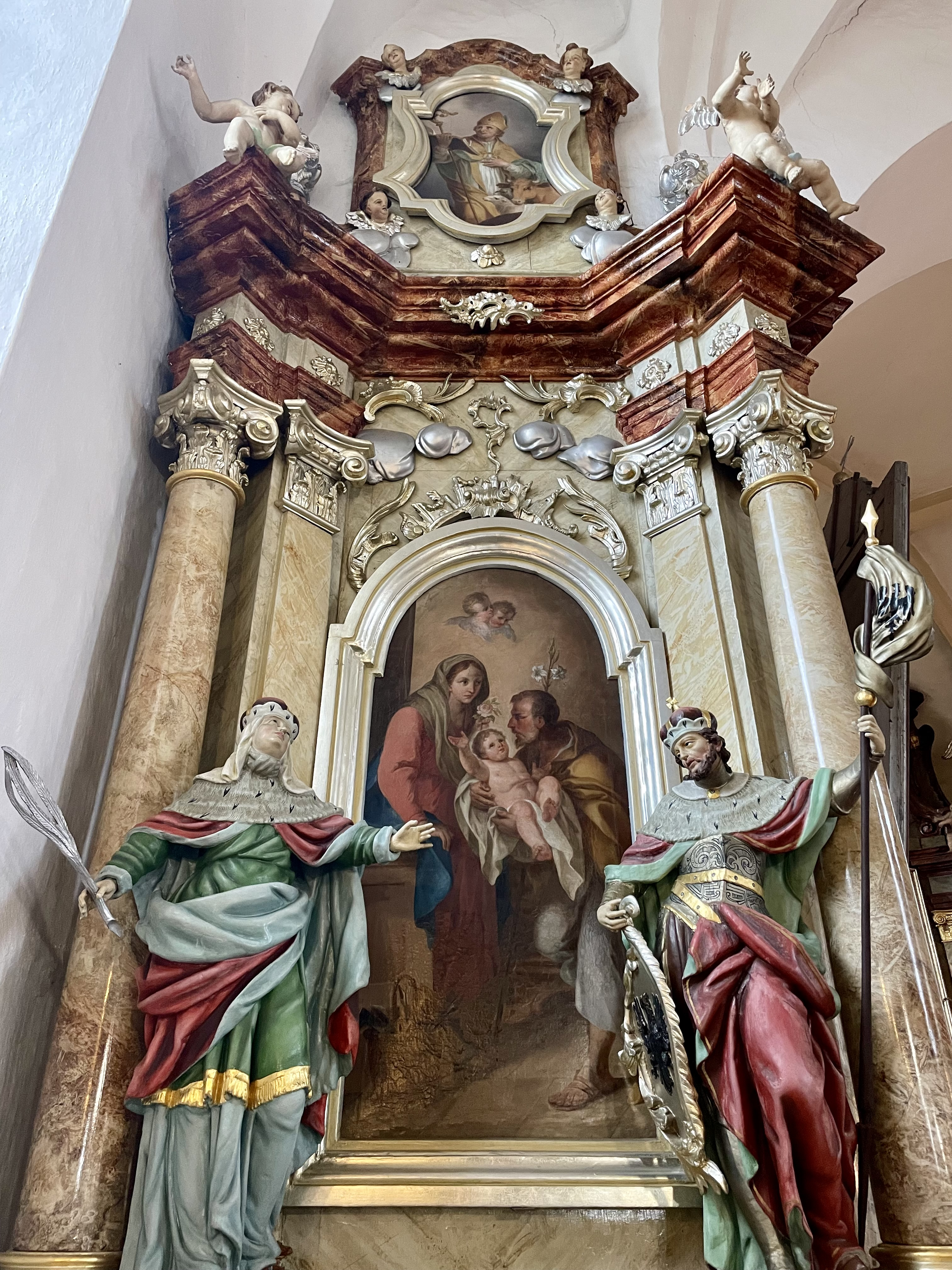
Oltář Svaté rodiny
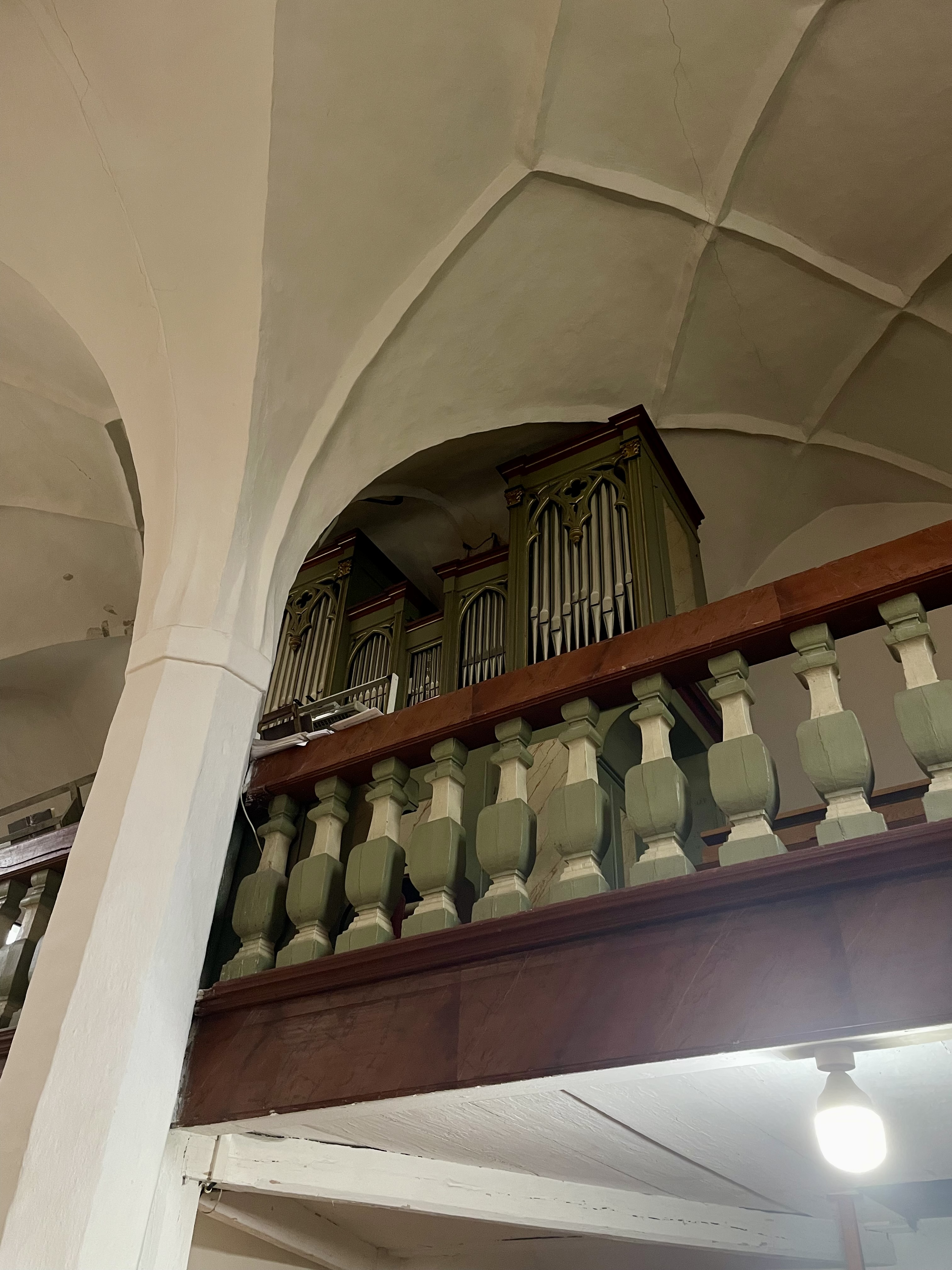
Varhany